# Back to the future tour 2010
『Back to the future tour 2010』（バック・トゥ・ザ・フューチャー 2010）は、2010年12月22日発売。小柳ゆきの4枚目のライブ・アルバム。発売元はUNIVERSAL MUSIC / NAYUTAWAVE RECORDS 。

## 解説
ライブ・アルバムは2003年『Acoustic Concert at Orchard Hall』より約7年ぶり。本作はパッケージの発売はなく、iTunes等での配信限定での発売。同年の7月25日に行われた赤坂BLITZでのライブ音源が収録。本ライブにて披露されている「Walkin’ On The Rainbow」は2019年現在、CDでの音源化はされていない。

## 収録曲
1. One in a million
2. BRAND NEW WORLD
3. fairyland
4. ON THE RADIO
5. DEEP DEEP
6. my all..
7. 君がいた夏
8. Listen
9. be alive～そのままの君でいて～ feat. SoulJa
10. Walkin’ On The Rainbow
11. GOONIES
12. GIRLS’FIGHTS
13. Not Satisfied
14. Sunrise
15. あなたのキスを数えましょう 〜You were mine〜
16. 愛情
17. prove my heart
18. remain〜心の鍵
19. we can go anywhere